# Космос-1534
Космос-1534 је један од преко 2400 совјетских вјештачких сателита лансираних у оквиру програма Космос.
Космос-1534 је лансиран са космодрома Плесецк, СССР, 26. јануара 1984. Ракета-носач Космос је поставила сателит у орбиту око планете Земље. 